# Ove Dahl

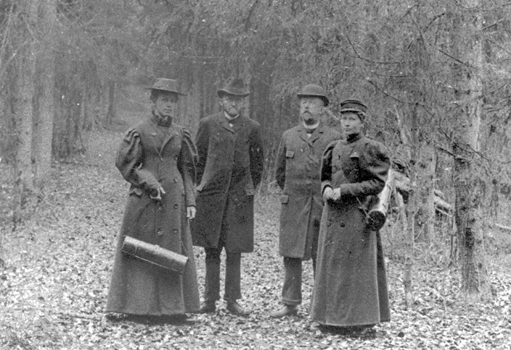
De gauche à droite : Asta Lundell, Ove Dahl, Axel Blytt et Thekla Resvoll.

Ove Dahl (né le 29 janvier 1862 à Orkdal et mort le 17 septembre 1940) est un botaniste norvégien. Il fut l'assistant d'Axel Gudbrand Blytt au musée de la botanique à Kristiania et compléta l'ouvrage Handbog i Norges Flora de Blytt qui fut jusqu'en 1940 la seule description de la flore norvégienne. Il fut interné dans un institut psychiatrique dans les dernières années de sa vie.

#### Botanistes
- Lars Levi Læstadius
- Matthias Numsen Blytt
- Axel Gudbrand Blytt
- Rolf Nordhagen
- Thekla Resvoll
- Jens Holmboe